# Władysław Kozicki
Władysław Kozicki (ur. 29 października 1879, zm. 12 stycznia 1936 we Lwowie) – polski historyk sztuki, poeta, dramaturg, publicysta, recenzent teatralny, profesor Uniwersytetu Jana Kazimierza we Lwowie.

## Życiorys
Studiował prawo i filozofię na Uniwersytecie Lwowskim. W 1905 uzyskał doktorat z historii sztuki (u Jana Bołoz-Antoniewicza na podstawie pracy pt. O męczeństwie św. Szczepana). W 1922 uzyskał tamże habilitację.
W 1898 został urzędnikiem w Wydziale Krajowym Namiestnictwa. W 1911 był tam adiunktem konceptowym. Został także współpracownikiem, a następnie członkiem redakcji „Słowa Polskiego”. Był członkiem Ligi Narodowej. Po odzyskaniu przez Polskę niepodległości brał udział wspólnie z Janem Kasprowiczem i Stefanem Żeromskim w akcji plebiscytowej na Warmii, Mazurach i Powiślu.
W 1926 jako profesor nadzwyczajny objął po Bołoz Antoniewiczu kierownictwo Katedry Historii Sztuki Nowożytnej na Wydziale Humanistycznym Uniwersytecie Jana Kazimierza we Lwowie. Publikował na łamach „Gazety Lwowskiej”.
W sferze jego zainteresowań były głównie: sztuka włoskiego renesansu oraz sztuka polska XIX i XX wieku. Był też autorem dramatów, poezji i powieści.
Od 1908 był członkiem Polskiego Towarzystwa Filozoficznego we Lwowie. Był też członkiem przybranym Towarzystwa Naukowego we Lwowie i członkiem sekcji historii sztuki Polskiej Akademii Umiejętności.
Był autorem sztuk:
- Wolne duchy (1911)[3]
- Euforion (1919)[4]
- Święto kos (1928)[5]
- Syn marnotrawny (1932)[6]

Zmarł 12 stycznia 1936 we Lwowie i został pochowany na cmentarzu Łyczakowskim.